# گروسگورشن
گروسگورشن (به آلمانی: Großgörschen) یک منطقهٔ مسکونی در آلمان است که در لوتسن واقع شده‌است. گروسگورشن ۸۵۱ نفر جمعیت دارد.